# Hasmik Papian
Hasmik Papian (en arménien Հասմիկ Պապյան), née le 2 septembre 1961 à Erevan, est une soprano arménienne.

## Biographie
Elle étudie le violon puis le chant au conservatoire Komitas d’Erevan. Après ses débuts à l’Opéra national d’Arménie, elle est engagée entre autres à l’Opéra de Bonn et au Deutsche Oper am Rhein à Düsseldorf. Très vite, elle est invitée par les théâtres les plus réputés du monde entier - entre autres: Opéra de Paris La Bastille, La Scala de Milan, Metropolitan Opera et Carnegie Hall de New York, Opéra d'État de Vienne et Musikverein (Vienne), Grand Théâtre du Liceu de Barcelone, Wigmore Hall de Londres, Concertgebouw et De Nederlandse Opera Amsterdam, Opéra de Zurich, Deutsche Oper Berlin et Staatsoper Unter den Linden Berlin, les opéras d'État de Hambourg, Stuttgart, Munich, Semperoper de Dresde.
Hasmik Papian s’est produite aussi aux Opéras de Cologne, Essen, Mannheim, Karlsruhe, Genève; Montpellier, Saint-Étienne, Toulon, Marseille et Nice, Auditorium Maurice Ravel de Lyon, Festival de Carcassonne, Festival d'Antibes, Paris Salle Pleyel, Salle Gaveau, Théâtre Mogador, Théâtre des Champs-Élysées; Vlaamse Opera à Anvers et Gand, Opéra Royal de Wallonie ; Théâtre Comunale de Bologne, Massimo de Palerme, Accademia di Santa Cecilia à Rome, Festival de Ravenne; Teatro Real de Madrid et Maestranza de Séville; Théâtre Wielki de Varsovie ; Théâtre Mariinsky de Saint-Pétersbourg ; New Israeli Opera Tel Aviv ; Unesco Palace de Beyrouth ; New Tokyo Opera ; National Opera de Séoul ; à Santiago du Chili, São Paulo et au Mexique; au Canadian Opera Company Toronto et à l'Opéra de Montréal; Cincinnati Opera Festival, San Francisco Opera, Washington National Opera, Michigan Oper Détroit, etc.

## Répertoire
Son répertoire s’étend de Donna Anna (Don Giovanni), Mathilde (Guillaume Tell) et Rachel (La juive) à Mimì (La Bohème), Magda (La rondine), le rôle-titre de Tosca, Suor Angelica et Madame Butterfly, Margareta et Elena (Mefistofele), Senta (Le Vaisseau fantôme) et Lisa (La Dame de pique). Son répertoire comprend de nombreuses œuvres verdiennes parmi lesquelles La traviata, Desdemona (Otello), Aïda, Leonora (Il Trovatore et La forza del destino), Elisabetta (Don Carlos), Elena (I vespri siciliani), Amelia (Simon Boccanegra), Elvira (Ernani), Abigaïlle (Nabucco), Odabella (Attila) et le Requiem. Norma de Bellini constitue une œuvre centrale pour sa carrière dont elle chante le rôle-titre notamment à Vienne (Autriche), Stuttgart et Mannheim, au Regio de Turin, à l’Opéra de Montréal, à Baltimore, Détroit, Denver et Washington, D.C., à l’Opéra de Marseille et à l'Opéra national de Montpellier, aux Chorégies d'Orange, au Festival de Luglio Trapanese (Sicile), à Rotterdam et au Nederlandse Opera Amsterdam. Cette dernière production a été publiée sur DVD chez opus arte. Un autre DVD est paru chez TDK : La Dame de pique de l'Opéra national de Paris. En janvier 2009 à Dallas, l'artiste a pris un autre rôle important du répertoire bel canto : la reine Elizabeth I dans Roberto Devereux de Donizetti.  
Dans le domaine du concert, la soprano arménienne dispose d’un vaste répertoire qui s’étend de Bach, Pergolesi, Vivaldi, Mozart, Beethoven (9e Symphonie) et Rossini à Brahms, Mahler (Symphonie nº 4), Fauré, Britten et Strauss (notamment Vier letzte Lieder qu'elle a chanté à l'Arsenal de Metz en 2008). Des compositeurs contemporains comme Kancheli, Kilar, Avet Terterian et Tigran Mansurian font partie du répertoire, aussi bien que Khatchaturian. Elle chante des Lieder de Schubert, Glinka, Tchaïkovski, Rachmaninov et Chostakovitch. Une grande partie de ses récitals est consacrée aux compositeurs arméniens, notamment Komitas. Avec le pianiste Vardan Mamikonian, elle a enregistré un disque publié récemment sous le titre « Hommage à Komitas » qui contient vingt-six chansons arméniennes et neuf chansons sur des poèmes allemands du fondateur de la musique classique moderne arménienne.

## Chefs d'orchestre
Hasmik Papian se produit sous la direction de chefs d’orchestre aussi renommés que Maurizio Arena, Jean-Claude Casadesus, Myung-Whun Chung, Valery Gergiev, Riccardo Muti, Michel Plasson, Georges Prêtre, Leonard Slatkin, James Conlon, James Levine, Guennadi Rojdestvenski, Placido Domingo, Marcello Viotti, Ivor Bolton, Thomas Hengelbrock et bien d’autres. Elle a été nommée Artiste nationale (Joghovrdakan artistouhi) par la République d’Arménie en 2004. Dans la même année, il lui a été décerné l’Ordre de Sourp Mesrop Mashtots des mains de Catholicos Aram I. du Patriarcat de Cilicie à Antélias. Plus récemment, en juillet 2005, elle a reçu l’Ordre des Sourps Sahak-Mashtots des mains de Garéguine II, Catholicos de Tous les Arméniens, au siège principal de l’Église apostolique arménienne à Sainte Etchmiadzin. 
Hasmik Papian vit à Vienne en Autriche.